# Håptjärnliden

Håptjärnliden är en by södra Lappland och Västerbottens län bestående av tre hushåll efter vägen mellan Adak och Slagnäs. Namnet kommer av tjärnen Håptjärnen som ligger i närheten av byn. Vid Tjärnen ska enligt sägnen det ha hittats en så kallad stockbåt av näver.